# Чирков Семен

Семен Чирков (уява художника)

Чирков Семен (рік нар. і рік см. невідомі) — капітан Ізюмського слобожанського козацького полку, комендант Бахмутської фортеці на початку XVIII ст.
Брав активну участь разом з ландратом (помічник губернатора) Київської губернії, шляхтичем Микитою Вепрейським у освоєнні соляних родовищ на півночі Донеччини (Торські та Бахмутські промисли). Разом з М. Вепрейським у 1721 р. опікуючись про паливо для Торських та Бахмутських солеварень, вперше взяв проби кам'яного вугілля в урочищі Скелеватому, що в 25 верстах від Бахмута, і на річці Біленькій в 50 верстах від нього. Зразки вугілля в необхідній кількості були відібрані та відправлені до Санкт-Петербурга у Берг-колегію (отримані 20 січня 1722 р.). Їх випробування засвідчило високу якість знайденого вугілля. Вугільний майстер Григорій Ніксон так описує ці знахідки:
| «1724 года мая пятого числа показали мне уголье в Коллегии, которое я пробовал, и оное являетца изрядное, а пепел из оного синий есть. И мы называем в Англии самые лудчие уголье на угольных заводах, и ежели таких много угольев в сей земле, то довольное удовольствие подает и на всякие потребы угодны, ибо оные не являютца, чтоб имели в себе многой непотребности, как я такие же уголье в Англии видел и мне зело уголье понравилось» . |
Для розробки вугілля адміністрація направила до 200 чол. робітного люду з Бєлгородської провінції. Перший промисел кам'яного вугілля був організований тими ж М. Вепрейським та С. Чирковим і розпочався в 1723 р.
У листі до Камер-колегії від 23 січня 1724 р. М. Вепрейський та С. Чирков описують створену ними вугільну копальню (першу на Донбасі):
| «…оное уголье окаповано в горе по мере: в длину пятнацать сажен, а вышину десять сажен. И оное земляное уголье употребляетца ныне на бахмуцкие соляные заводы в казенные кузницы на латание солеваренных сковород и на прочие поделки. |